# Trilha das Lágrimas

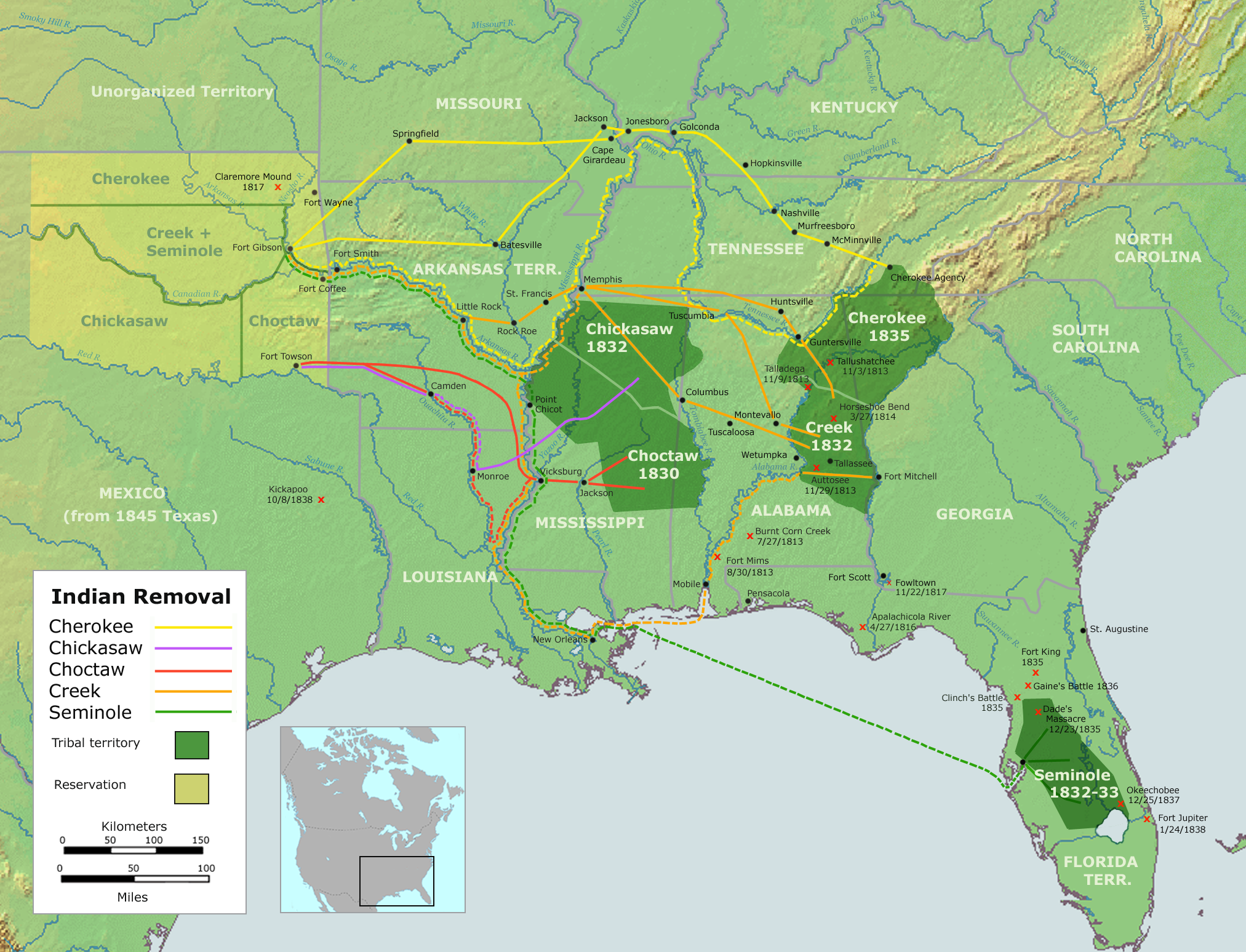
As rotas dos povos Choctaw, Seminole, Muscogee/Creeks, Chickasaw e Cherokee nas remoções no sudeste americano (Legendas em Inglês)

O Caminho das Lágrimas (em cheroqui: Ꭸꮵꭷꮂꮣ Ꭰꮑꭼꭲ) foi o nome dado pelos nativos às viagens de recolocações e migrações forçadas, impostas pelo governo dos Estados Unidos da América aos diversos povos indígenas que seriam reunidos no chamado "Território Indígena" (atual Estado de Oklahoma), consoante à política de remoção indígena. Os indígenas habitavam as regiões ao sul da União. A referência à "Trilha das Lágrimas" foi retirada de uma descrição de um nativo da Nação Choctaw em 1831.
Os nativos sofreram muito com as remoções e vários morreram durante as viagens e acampamentos forçados. Aproximadamente 2 000 a 8 000 índios cherokee morreram durante as remoções e transferências, de um total de 16 543 pessoas.
Centenas de escravos e afro-americanos libertos que viviam com os índios, acompanharam-nos nas remoções pela Trilha.
Em 1830, as nações Cherokee, Chickasaw, Choctaw, Creek e Seminole, chamada por alguns de "As Cinco Tribos Civilizadas", viviam com autonomia política e poderiam ser considerados americanos do sul. O processo de "transformação cultural" proposto por George Washington e Henry Knox, já ocorria com muita força, principalmente entre os Cherokees e os Choctaw.

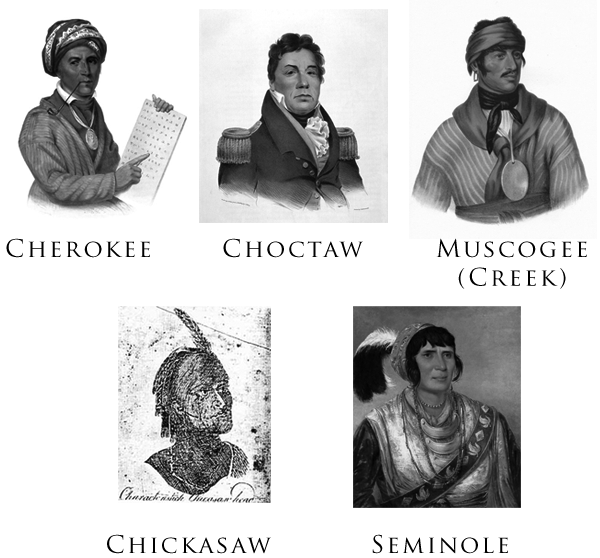
Representação de nativos das cinco "tribos" indígenas civilizadas

Tinha-se que a remoção dos índios fora proposta pioneiramente por Thomas Jefferson.[carece de fontes?]. Andrew Jackson foi o primeiro presidente americano a de fato implementar uma mudança desse tipo com a aprovação da Lei de 1830, o "Indian Removal Act". Em 1831 o povo Choctaw inaugurou a remoção e com isso foi criado o modelo aplicado às demais. Depois dos Choctaw foi a vez dos Seminole (1832), dos Creeks (1834), Chickasaw (1837) e finalmente os Cherokee (1838).[carece de fontes?]

## Remoção voluntária dos Choctaw

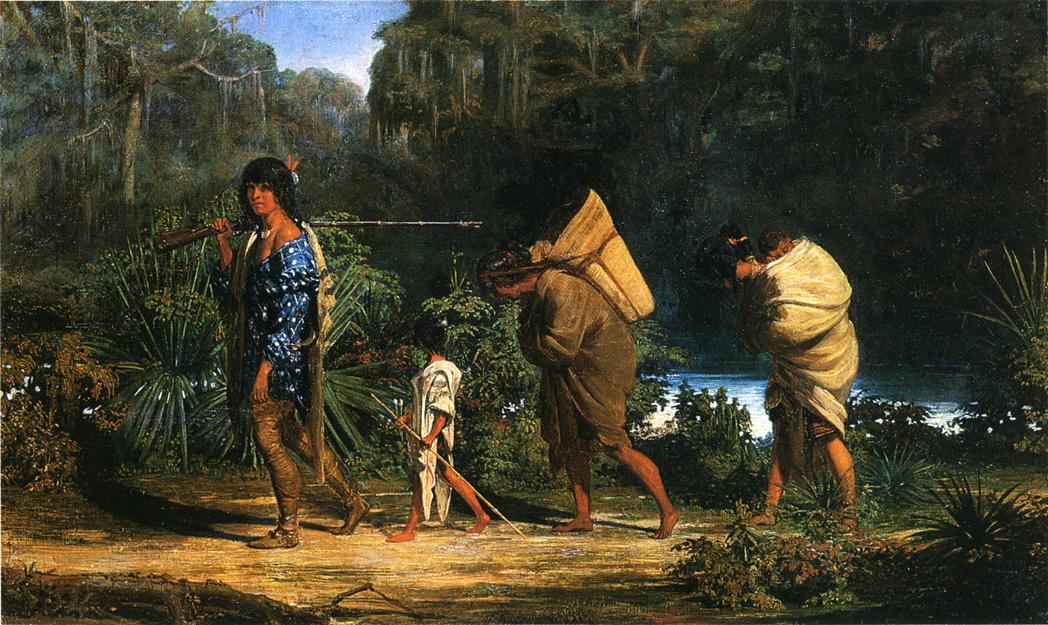
Pintura Louisiana Indians Walking Along a Bayou de Alfred Boisseau de 1846, faz referência a remoção dos Choctaw.

A nação Choctaw ou Chacta vivia no que atualmente são os estados americanos de Alabama, Mississippi e Louisiana. Depois de uma série de tratados iniciados em 1801, os territórios dos índios estavam reduzidos a 45 000 Km2. O Tratado de Dancing Rabbit Creek cedeu à União os antigos territórios selvagens. O Tratado foi ratificado em 1831.
O Secretário da Guerra Lewis Cass foi indicado por George Gaines para gerenciar a remoção. Gaines decidiu que a remoção se daria em três fases, de 1831 a 1833: A primeira começou em 1 de novembro de 1831 com os grupos sendo reunidos em Memphis e Vicksburg. Inicialmente os índios Choctaws foram transportados em carroções mas as nevascas do inverno dificultaram esse procedimento. Com a diminuição da comida, os moradores de Vicksburg e Memphis ajudaram e conseguiram cinco barcos a vapor (o Walter Scott, o Brandywine, o Reindeer, o Talma e o  Cleopatra). O grupo de Memphis viajou pelo Arkansas por 95 km. Com a temperatura abaixando e os rios congelando, a viagem parou por semanas. A comida foi racionada. Quarenta carroções do governo foram enviados à Arkansas Post e levaram os nativos para Little Rock. Foi ao chegar a esse local que o chefe (Thomas Harkins ou Nitikechi) disse ao jornal Arkansas Gazette que a remoção fora uma "trail of tears and death" (uma trilha de lágrimas e morte). O grupo de Vicksburg teve um guia incompetente e se perdeu nos pântanos do Lake Providence.

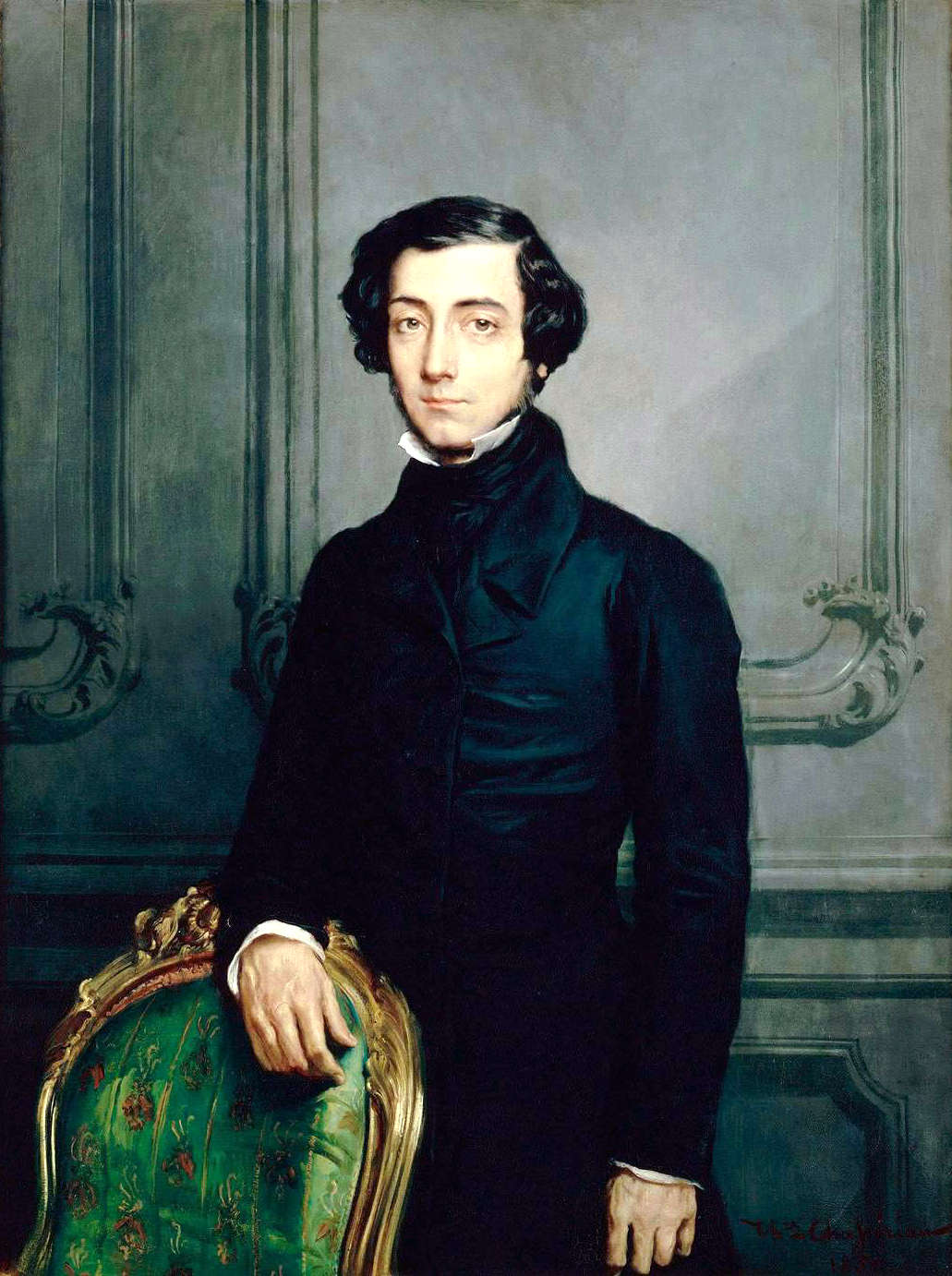
Alexis de Tocqueville, político, historiador e pensador francês

O filósofo francês Alexis de Tocqueville testemunhou a remoção Choctaw em Memphis (1831) (tradução aproximada):
| “                                               | Pairava no ar um sentimento de ruína e destruição, o fim dos atraiçoados e um inexorável adieu; ninguém poderia assistir aquilo sem sentir um aperto no coração. Os índios estavam quietos, sombrios e taciturnos. A um deles que falava inglês eu perguntei porque os Chactas estavam deixando suas terras. "Para ser livre," o nativo me respondeu. Nós... assistíamos era a expulsão... de um dos mais famosos e antigos povos americanos. | ” |
| — - Alexis de Tocqueville, Democracy in America | |   |

Cerca de 15 000 Choctaws foram para o "Território Indígena" (atual Oklahoma).
Entre 2 500 e 6 000 índios morreram durante a remoção. De 5 000 a 6 000 Choctaws permaneceram no Mississippi em 1831.
Os Choctaws que escolheram ficar foram objeto de intimidação legal e perseguição. Os índios tiveram suas casas derrubadas e queimadas e o gado debandado.

## Resistência Seminole
A Flórida foi adquirida pelo governo americano após o Tratado de Adams-Onís firmado com os espanhóis e se tornou uma  possessão em 1821. Em 1832 os Seminoles foram chamados para um encontro em Payne's Landing no Rio Oklawaha. Ali foi negociado o tratado da remoção dos indígenas para o Oeste. Eles deveriam ficar nas reservas Creek. Os Seminoles pertenceram à tribo Creek originalmente, mas depois se separaram, sendo então considerados desertores. Devido a isso eles não queriam se mudar para o Oeste pois certamente entrariam em conflito com sua antiga tribo. A delegação de sete caciques que deveria inspecionar a nova reserva não deixaria a Flórida até outubro de 1832. Depois de percorrer a área e contatar os Creeks, os chefes assinaram o documento em 28 de março de 1833, aceitando as novas terras. Mas ao voltar para a Flórida, muitos deles negaram o documento, dizendo que não o haviam assinado ou foram forçados a fazê-lo. Diziam não ter o poder de decidir por todas as tribos e bandos que moravam na reserva. Mas os nativos da área do Rio Apalachicola acabaram sendo persuadidos e se foram para o Oeste em 1834. Em 28 de dezembro de 1835 um grupo de Seminoles e escravos fugidos emboscaram uma companhia do exército americano que tentava forçar a remoção dos Seminoles resistentes. De 110 militares apenas três sobreviveram, o que deu início a Segunda Guerra Seminole.
A Flórida começou a se preparar para a guerra. A milícia de St. Augustine pediu ao Departamento da Guerra 500 mosquetes emprestados. Quinhentos voluntários foram reunidos pelo Brigadeiro General Richard K. Call. Os guerreiros indígenas percorreram fazendas e povoados, obrigando  as famílias a fugirem para as cercanias dos fortes, cidades maiores ou saírem do território. O líder guerreiro Osceola atacou um trem de suprimentos, matando oito dos guardas da milícia e ferindo seis outros. A maior parte dos suprimentos foi recuperado pela milícia após uma luta, dias depois. Plantações de cana na costa sul do Atlântico, em St. Augustine, foram destruídas e os escravos se juntaram aos Seminoles.
Os líderes guerreiros Halleck Tustenuggee, Jumper e os Seminoles negros Abraham e John Horse prolongaram a resistência nativa e enfrentaram o exército. A guerra terminou dez anos depois de iniciada, em 1842. O governo americano estimou ter gastado 20 000 000 de dólares com o conflito, uma soma astronômica para a época. Muitos indígenas foram forçados ao exílio para as terras Creek, ao Oeste do Mississippi; outros ficaram isolados nos Everglades. No fim, o governo desistiu de perseguir os Seminoles que ficaram nos Everglades (cerca de 100) e deixou-os em paz.

## Divisão Creek
Depois da Guerra de 1812, alguns líderes Muscogee como William McIntosh assinaram tratados que cediam terras na Geórgia. Em 1814, com o Tratado do Forte Jackson, a Nação Creek seria dividida em facções, bem como todas as tribos do Sul.
Líderes Creeks amigáveis aos colonos americanos tais como Selocta e Grande Guerreiro, apelaram pela manutenção da paz ao presidente Andrew Jackson. Jackson endureceu as negociações com os resistentes e ignorou partes do Tratado de Ghent que beneficiavam as nações indígenas.
Em 12 de fevereiro de 1825, contrariando muitos nativos, McIntosh e outros chefes assinaram o Tratado de Indian Springs, que cedeu a maioria das terras Creek remanescentes na Geórgia. Após o Senado americano ratificar o tratado, McIntosh foi assassinado em 13 de maio de 1825, por Menawa, um líder Creek.
O conselho Creek, liderado por Opothle Yohola, protestou junto ao governo americano, chamando o tratado de fraudulento. O presidente John Quincy Adams concordou em tornar nulo o tratado e um novo acordo foi assinado, o Tratado de Washington (1826).
Entretanto, o governador Troup da Georgia ignorou o novo documento e começou a pressionar os indígenas para que deixassem as terras. De início, o presidente Adams interveio com tropas federais, mas o governador chamou a milícia. Adams, temendo uma guerra civil, cedeu.
Forçados a sair da Georgia, os Creeks foram para o Território Indígena. Cerca de 20 000 nativos dessa tribo permaneciam no Alabama. Então houve uma mudança da lei que obrigava os indígenas a se submeterem as regras do estado. Opothle Yohola apelou ao presidente Andrew Jackson por proteção no estado, sem sucesso. Então foi assinado o Tratado de Cusseta em 24 de março de 1832, que dividiu as terras Creek em assentamentos individuais. Com o tratado os Creeks poderiam vender seus assentamentos e conseguir dinheiro, inclusive para se mudarem para o Oeste. Especuladores de terras e aproveitadores começaram a expulsar os indígenas e a violência levou a chamada "Guerra Creek de 1836". O Secretário da Guerra Lewis Cass enviou o general Winfield Scott para colocar termo ao conflito e forçar a remoção dos povos originarios para o Território Indígena ao Oeste do Rio Mississippi.

## Remoção dos Chickasaw
Ao contrário das outras tribos, os Chickasaw receberam indenização financeira do governo por suas terras a leste do Rio Mississippi. Em 1836 os Chickasaws concordaram com o negócio após conversações que duraram cinco anos. O primeiro grupo de Chickasaws partiu em 1837 e foram liderados por John M. Millard. Reunidos em Memphis em 4 de julho de 1837, os índios cruzaram o rio  Mississippi seguindo as rotas usadas pelos Choctaws e Creeks. No Território Indígena, os  Chickasaws se misturaram aos Choctaw e formaram depois de muito tempo, a Nação Chickasaw.

## A remoção forçada Cherokee
Em 1838, a nação Cherokee foi removida de suas terras na Georgia para a atual Oklahoma, o que resultou na morte de aproximadamente 4 000 índios.
Na linguagem Cherokee, o evento é chamado de Nunna daul Isunyi—“O caminho onde eles choraram”. A trilha Cherokee das lágrimas foi resultado do Tratado de New Echota, documento com base na lei de 1830 (Indian Removal Act). O tratado assinado pelo Partido Ridge nunca foi aceito pelos líderes ou a maioria da tribo Cherokee, representada no Partido Ross.
As tensões entre a Georgia e os Cherokees se acirraram com a descoberta de ouro nas proximidades de Dahlonega Georgia, em 1829. Foi a primeira  corrida do ouro na história dos EUA.
A Georgia estendeu as leis do estado para as tribos Cherokee em 1830, o que gerou conflito legal e chegou a Corte Suprema em 1831 como o pleito Nação Cherokee vs. Georgia. O juiz John Marshall não reconheceu a nação Cherokee e recusou-se a continuar com o caso. Contudo, em Worcester vs. Estado da Georgia (1832), a Corte sentenciou que o estado não poderia impor leis no território Cherokee. Apenas o governo federal teria essa autoridade.
Com a lei de 1830, o Congresso deu ao presidente Jackson a autoridade para negociar a remoção dos índios. E pressionado pela disputa com a Georgia, o presidente forçaria os indígenas a assinar o tratado de remoção.
Com o Tratado de New Echota e a resistência ao mesmo, o sucessor de Jackson, o presidente Martin Van Buren organizou as milícias da Georgia, Tennessee, Carolina do Norte e Alabama para manter 13 000 Cherokees acampados até que fossem enviados para o Oeste. A maioria das mortes ocorreu por difterias, infecções e gripes que assolaram esses acampamentos. Um dos soldados da operação sob as ordens do general Winfield Scott, escreveu:
| “                                                 | Eu lutei nas guerras entre paises e atirei em muitos homens, mas a remoção Cherokee foi o trabalho mais cruel que eu conheci. | ” |
| — - Soldado da Georgia que participou da remoção, | |   |

Os Cherokees removidos se fixaram inicialmente nas proximidades de Tahlequah, Oklahoma. Os líderes políticos que levaram aos tratados de Nova Echota e a Trilha de Lágrimas foram assassinados (Major Ridge, John Ridge e Elias Boudinot); dos líderes do Partido Ridge, apenas Stand Watie escapou dos assassinos. A população Cherokee se recuperaria e hoje são esses indígenas o maior grupo nativo americano.

## Documentos
- Debate no Senado sobre a remoção Cherokee, 15-17 de abril de 1830
- Carta de Winfield Scott para a nação Cherokee, 10 de maio de 1838
- Ordem do Gen. Winfield Scott para as tropas americanas

## Documentário
- The Trail of Tears: Cherokee Legacy (2006) -dirigido por Chip Richie com James Earl Jones